# Galeotto Tarlati de Petramala
Ne doit pas être confondu avec Gui de Tarlat.
 Galeotto Tarlati de Petramala  , le cardinal de Petramala,  est un cardinal italien né à Arezzo  en  Toscane,  Italie, vers 1335/1340 et décédé  entre 1397 et 1400    à Vienne.

## Repères biographiques
Tarlati de Petramala est  protonotaire apostolique. Il est créé cardinal par le pape Urbain VI lors du consistoire du 18 septembre 1378, mais le pape le  dépose
, parce que Tarlati est accusé d'essai de libération des 6 cardinaux emprisonnés. En 1387, il passe à l'obédience de l'antipape Clément VII.  Tarlati participe au conclave de 1394, lors duquel  l'antipape Benoît XIII est élu.